# Oldřich Smolík
Oldřich Smolík (* 9. ledna 1962) je bývalý český fotbalista, útočník.

## Fotbalová kariéra
V československé lize hrál za Slavii Praha. V lize nastoupil ve 4 utkáních. Ve druhé nejvyšší soutěži hrál za VTJ Tábor a Vagónku Česká Lípa.

## Ligová bilance
| Ročník                                   | Zápasy | Góly | Klub         |
| ---------------------------------------- | ------ | ---- | ------------ |
| 1. československá fotbalová liga 1980/81 | 2      | 0    | Slavia Praha |
| 1. československá fotbalová liga 1981/82 | 2      | 0    | Slavia Praha |
| CELKEM                                   | 4      | 0    |              |